# Phare de Murtar
Le phare de Murtar (en croate : Svjetionik Otok Murtar) est un feu actif situé sur l'île de Murtar, sur le littoral ouest de l'île de Lošinj, dans le Comitat de Primorje-Gorski Kotar en Croatie. Le phare est exploité par Plovput , une compagnie du Gouvernement de la République de Croatie.

## Histoire
La première station a été établie en 1867 sur l'île de Murtar pour marquer l'entrée du port de Mali Lošinj. Ce phare, désormais inactif, est une tour octogonale en pierre blanche de 7 m de haut avec lanterne et galerie, attachée au pignon d'une maison de gardien en pierre d'un étage.
La lumière actuelle se trouve devant l'ancien bâtiment.

## Description
Le phare actuel est une tourelle métallique cylindrique de 5 m de haut, avec balcon et balise. La tourelle est totalement peinte en blanc. Il émet, à une hauteur focale de 9 m, un long éclat blanc de deux secondes toutes les 8 secondes. Sa portée est de 8 milles nautiques (environ 15 km).
Identifiant : ARLHS : CRO-104 - Amirauté : E3022 - NGA : 12280 .

## Caractéristiques dufeu maritime
Fréquence : 8s (W)
- Lumière : 2 secondes
- Obscurité : 6 secondes

|                  |
| Les îles croates |

### Lien connexe
- Liste des phares de Croatie